# Elza Tank
Elza Sophia Tank Moya (Limeira, 1 de Junho de 1935 — 13 de Julho de 2012) foi uma política brasileira, vereadora da cidade de Limeira por mais de duas décadas, além de presidente da Câmara Municipal da cidade por vários anos e deputada estadual entre 1995 e 1999. Feminista e populista, foi uma das personalidades políticas  mais importantes do estado de São Paulo de sua época, destacando-se pela sua atividade em prol dos direitos da mulher e da saúde pública e pela austeridade e enfrentamento às autoridades estaduais. Era prima da soprano Niza de Castro Tank.

## Biografia

### Juventude
Elza Tank nasceu em Limeira, em 1 de Junho de 1935, neta de João Kühl Filho e filha de Lázaro da Costa Tank, ambos vereadores, perseguidos por se oporem ao levante paulista de 1932. Cresceu no asilo da cidade, mantido pela sua mãe, Maria Kühl Tank, e que hoje ostenta o nome de seu avô. Desde a infância, já participava de campanhas e reuniões políticas da família. Mais tarde, formou-se no curso técnico de contabilidade. Antes da política, tornou-se bastante conhecida na cidade por presidir e ser uma das principais integrantes da escola de samba Bandeira Branca, campeã do carnaval de rua limeirense em várias ocasiões.

### Ingresso na política
Elza Tank ingressou na vida política em 1982, ano em que foi eleita vereadora pelo MDB, frente de oposição ao regime militar. No ano seguinte, foi eleita a presidente da Câmara Municipal, cargo que exerceu até 1988. Foi a vereadora mais votada em sua reeleição no mesmo ano, fato que se repetiu na eleição seguinte, em dois mandatos que vigoraram entre 1988 e 1994. Neste período, ela ocupou novamente a presidência da Câmara Municipal.

### Deputada estadual
Em 1994, foi eleita deputada estadual com 49 773 votos, e filiou-se ao PTB, partido do qual tornou-se a presidente municipal e principal liderança na cidade de Limeira. Durante sua gestão como deputada, tornou-se conhecida pelo trabalho pioneiro na prevenção do câncer, principalmente na mulher, e na melhoria da saúde pública. Também instalou, em sua cidade, a Delegacia de Defesa da Mulher. Em 1997, participou da 3º Jornada de Tecnologia e Medicina Brasil-Cuba, em Havana, por conta de seu trabalho na prevenção do câncer na mulher. Em 1998, tentou a reeleição à Assembléia Legislativa, sem êxito. Foi eleita suplente, cargo que exerceu até o ano seguinte. Como deputada, esteve nas comissões permanentes de Agricultura e Pecuária, Assuntos Municipais e de Esportes e Turismo, além de participar das comissões de Cultura, Ciência e Tecnologia, Educação, Promoção Social, Saúde e Higiene, Segurança Pública e de Direitos Humanos.

### Retorno à cidade
Retornou à cidade no ano 2000, e nas eleições daquele ano foi a vereadora mais votada, pela primeira vez pelo PTB. O fato se repetiu, e Elza Tank foi a presidente da Câmara Municipal até 2006. Em 2007, assumiu a secretaria da saúde, durante a gestão do prefeito Silvio Félix, quando tentou instalar em Limeira o Hospital da Mulher, plano que não foi adiante e deu lugar à construção do ambulatório da cidade. No ano seguinte, foi a vereadora mais votada para a legislatura 2009-2012, seu sétimo mandato como vereadora da cidade. Em 2010, contribuiu com a comunidade espírita ao promover o dia municipal do Espiritismo. Foi novamente eleita a presidente da Câmara Municipal, até o final de 2012. Entre 9 e 14 de Abril, Elza Tank assumiu a prefeitura, na ausência do prefeito e seu vice.

### Doença e morte
Em 2011, Elza Tank foi diagnosticada com um câncer raro nos ossos no estágio de metástase. Após quase um ano inteiro de afastamento da vida política, a chefe em exercício do legislativo municipal morreu na Santa Casa da cidade na manhã de 13 de Julho de 2012. O funeral ocorreu na Câmara Municipal de Limeira, onde a parlamentar recebeu as homenagens de mais de 10 000 populares. Foi levada até o cemitério por um carro do Corpo de Bombeiros, onde foi sepultada ao lado da família, ao som da canção Bandeira Branca (Bandeira branca, amor / Não posso mais / Pela saudade / Que me invade eu peço paz), de Dalva de Oliveira, que marcou a sua participação no carnaval limeirense nos anos 70 e 80. Na ocasião de seu falecimento foi decretado luto de três dias em Limeira.